# Theresa Luke
Theresa Luke, nekdanja kanadska veslačica, * 20. februar 1967, Vancouver.
S kanadskim osmercem je na Poletnih olimpijskih igrah 1996 v Atlanti osvojila srebrno medaljo, štiri leta kasneje pa je na Poletnih olimpijskih igrah 2000 v Sydneyju z osmercem osvojila še bron.